# Лісолюб тіньовий
Лісолюб тіньовий (Heterocladium umbratum) — вид мохів порядку гіпнобрієвих (Hypnales).

## Поширення
Ареал охоплює такі частини світу: Європа, Північна Америка, Азія.
Населяє ґрунт, гумус, старі колоди та камені у вологих лісах, особливо під ялиною та ялицею; на висотах від 0 до 2000 метрів.

## Характеристика

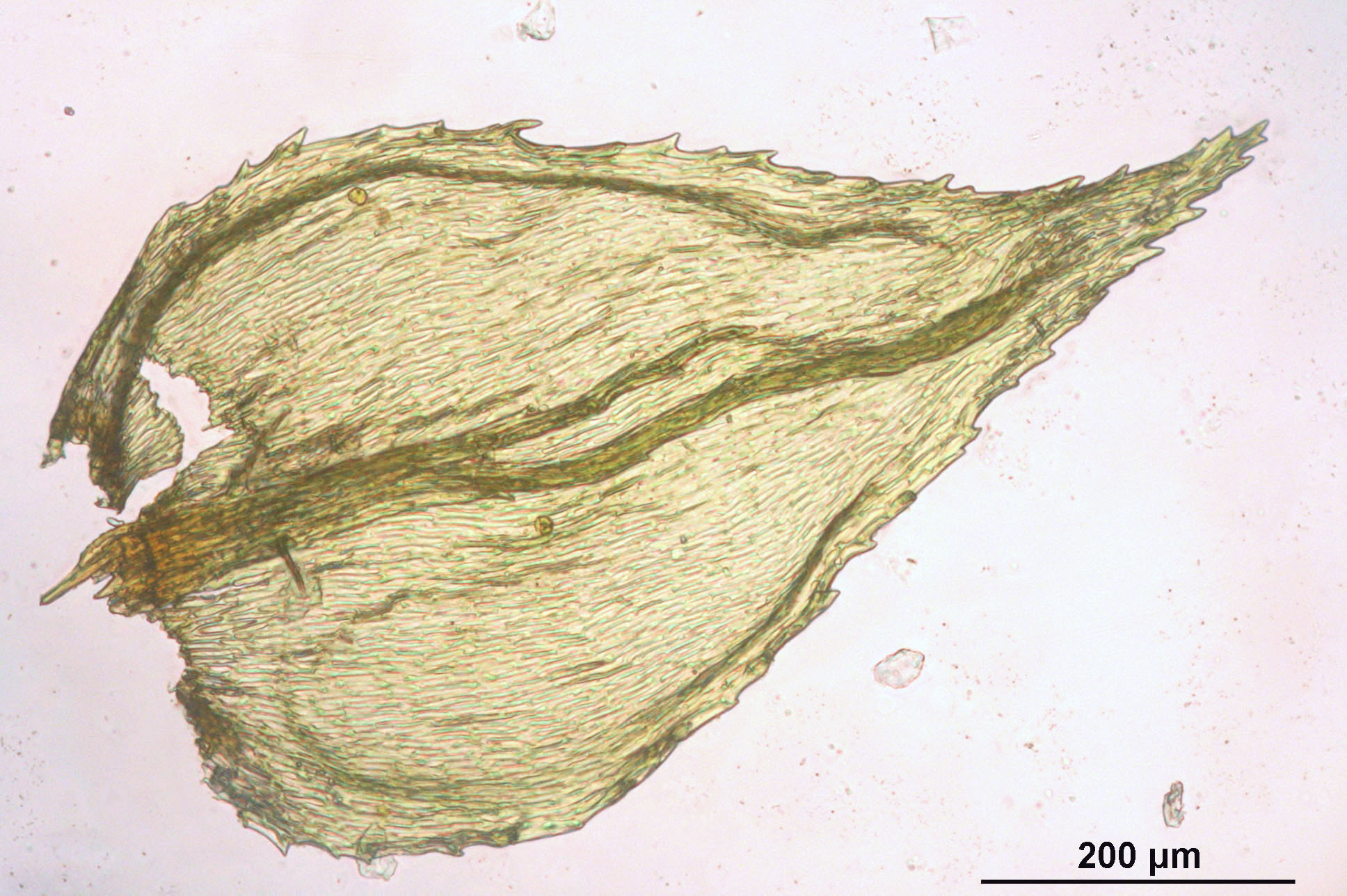

Рослини до 15 см, жилаві. Стебла 1–2 мм завширшки, вздовж облистненого стебла, неправильно або рівномірно 1–2(3)-перисторозсічені, гілки тонкі. Стеблові листки від широкояйцеподібних до дельтоподібних, злегка увігнуті, 0.8–2(2.5) × 0.8–1.5 мм; краї базально зубчасті, дистально остисто-пилчасті; верхівка поступово звужується. Листя гілок нещільно черепицеві, яйцюваті, 0.4–1.2 × 0.3–0.8 мм. Коробочкові ніжки 2–4.5 см. Коробочка яйцювато-еліпсоїдна, 1.5–2.5 мм.